# Telescopi òptic

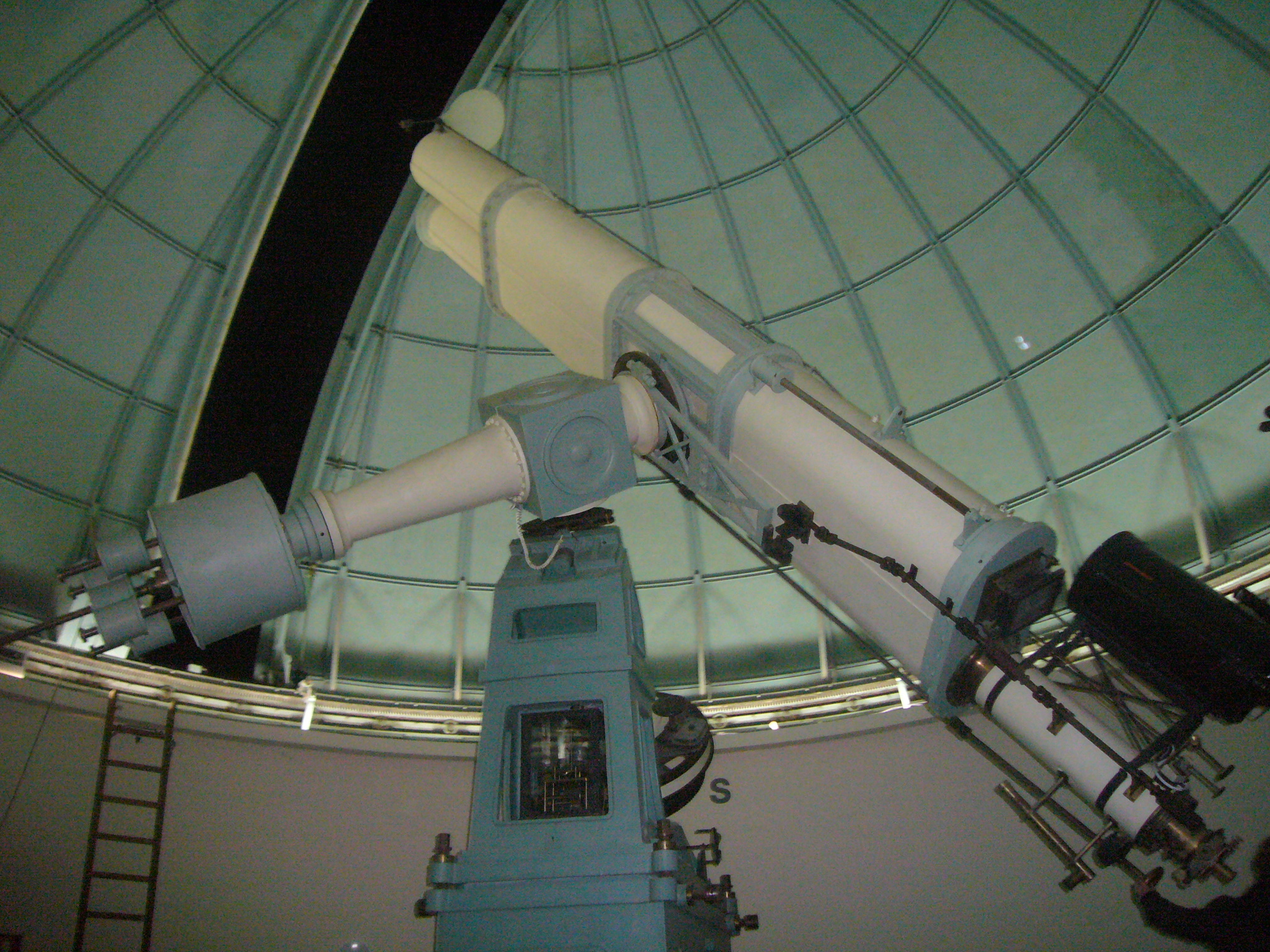
Telescopi refractor Mailhat de 380 mm de diàmetre de l'Observatori Fabra. Barcelona (1904)

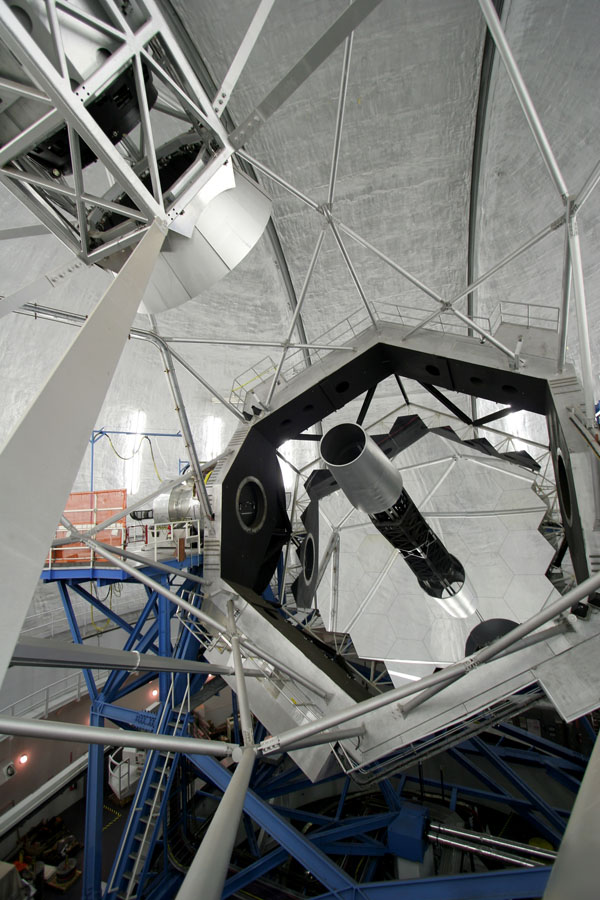
Telescopi reflector de l'Observatori W. M. Keck de Hawaii. La seva estructura fou construïda a Tarragona.

Telescopi catadiòptric Schmitdh-Cassegrain. Esquema d'una secció mostrant la trajectòria de dos feixos paral·lels de llum des de l'objecte fins l'ull.

Un telescopi òptic és un telescopi que recull i enfoca la llum, sobretot de la part visible de l'espectre electromagnètic, per crear una imatge ampliada de visió directa, o per fer una fotografia, o per a obtenir dades a través de sensors d'imatge electrònics.
Hi ha tres tipus principals de telescopis òptics:
- telescopi refractor, que utilitza lents (diòptrics)
- telescopi reflector, que utilitza miralls (catóptrics)
- telescopi catadiòptric, que combina lents i miralls

El poder de captació de llum d'un telescopi i la seva capacitat de resolució de petits detalls, està directament relacionat amb el diàmetre (o obertura) del seu objectiu (la lent principal o mirall que recull i enfoca la llum). Com més gran sigui l'objectiu, més llum recull el telescopi i es resolen els detalls més petits.
Les persones fan servir telescopis i binocles per a activitats com ara l'astronomia visible, l'ornitologia, el pilotatge, el reconeixement i per a veure els esports o les arts escèniques.

## Història
La història del telescopi comença per la fabricació de vidre transparent que va permetre fabricar ulleres, primer a partir de lents convergents i després lents divergents. La combinació d'una lent convergent i una lent divergent va donar lloc al telescopi terrestre, tradicionalment anomenat «de Galileu».
Deixant de banda les explicacions oficials (que parlen de Hans Lippershey, Zacharias Janssen, Jakob Metius i altres), hi ha un estudi modern que demostra –millor que altres teories– que ja hi havia telescopis terrestres (ulleres de llarga vista) a Catalunya bastant abans de l'any 1608, i que els possibles descobridors foren els germans Roget de Girona.

### Història del vidre transparent
Segons la tradició, el vidre el descobriren els fenicis a una època remota. Hi ha una llegenda (repetida per Plini el Vell, Estrabó, Flavius Josephus, Tàcit, Isidor de Sevilla i altres) que diu que el primer vidre es va fabricar al riu Belos o Belus (actualment el riu Na’aman) prop del Mont Carmel. Hi havia quatres grans centres de producció: Ptolemaida (actualment Acre) al peu del Mont Carmel, Sidó, Tir i Alexandria.
A Catalunya els fenicis arribaren cap al 1100 aC, i amb ells, probablement, les tècniques de fabricació del vidre. En època romana ja hi havia forns de vidre. Els romans conegueren el vidre transparent, des de l'època de Neró. Les invasions bàrbares suposaren la pràctica desaparició de la fabricació de vidre. A Catalunya hi ha topònims antics relacionats amb el vidre: devers 840-875. Valle Vitraria (Rosselló) i devers 998. Vallvidrera. En l'època medieval hi ha diverses referències de forns de vidre, des de l'any 1188.
Ramon Llull va parlar de vidre transparent i dels forns de vidre en diverses obres. El primer tractat important a considerar en la fabricació de vidre transparent és català: La Sedacina, obra del frare carmelità Guillem Sedacer, de Barcelona, datada el 1378. L'orde del Carmel es relaciona amb el Mont Carmel, molt a prop de l'antiga ciutat d'Acre i del riu Belos (actual riu Na’aman), llegendària ubicació del descobriment del vidre.
La Sedacina és important perquè parla d'aspectes reals amb detalls escrits a peu de forn. Un dels aspectes cabdals és la fabricació d'un vidre molt transparent, susceptible de ser emprat en casos concrets (ampolleta nàutica, ulleres i lents, lupes i telescopis). Un dels objectius de Sedacer era la fabricació de gemmes de diversos colors, la base de les quals era un vidre transparent. Un altres aspecte a destacar són les diverses fórmules de Sedacer basades en el plom. Cal tenir en compte que les històries «oficials» daten el «cristallo» inventat a Venècia per Barovier al 1463, i el vidre flint a base de plom, patentat a Anglaterra per Ravencroft al 1672. L'obra de Sedacer es va avançar en totes dues innovacions.

### Les ulleres
Les ulleres foren el primer pas en el descobriment del telescopi. La tècnica de fabricació de vidre transparent era essencial així com l'existència d'uns artesans capaços de tallar i polir lents amb habilitat i precisió. Algunes dades cronològiques sobre les ulleres són les següents:
- 1285. Data aproximada del descobriment de les ulleres correctores amb lents convergents.[20]
- 1303-1305. Bernard de Gordon, metge i professor a la Universitat de Montpeller, escrigué sobre les ulleres en la seva obra «Lilium Medicinae»: “…oculo berillino…”.
- 1305. Giordano da Pisa, frare dominicà, en un sermó a Santa Maria la Novella, va esmentar el descobriment de les ulleres per a llegir poc menys de vint anys abans.[21]
- 1308. Carta des d'Aguilaniu, un poble de Lleida, indicant l'ús d'una lupa per a llegir un document antic.
- 1351. Francesco Petrarca, en la seva epístola anomenada «Posteritati» («A la posteritat»), informava que usava ulleres amb recança des dels seixanta anys: “…vivaci gli occhi e la vista lungo tempo acutissima: se non che questa sul sessantesimo anno mi venne mancando; onde bisognommi, non senza repugnanza, ricorrere alle lenti”.
- 1355. Documents de la compra d'ulleres per part de Pere el Cerimoniós.[22]
- 1363.Guy de Chauliac feia referència a les «ulleres o bericles per a veure-hi» (“… ocularios vitri aut berillorum…”, en llatí, “auculaires de voyre ou de bericle” en la traducció francesa de 1478).
- 1375. Segons un investigador, en l'Atles Català hi ha una miniatura amb un personatge que duu ulleres.
- 1608. Telescopi construït per Galileu.
- 1618. Girolamo Sirtori.[23][24]

### Les ulleres de llargavista: Els germans Roget
L'any 1960 l'oftalmòleg Simón Guilleuma va presentar un treball sobre Girolamo Sirtori i la seva trobada amb un ullerer anomenat Roget a Girona (l'any 1611) que podia demostrar que la invenció del telescopi o ullera de llarga vista tingué lloc a Catalunya. Han passat els anys i molts articles i obres especialitzades segueixen ignorant el fet o el dissimulen de forma interessada. L'obra de Girolamo Sirtori es pot consultar fàcilment a Internet. El resum que segueix pot ajudar a treure algunes conclusions.
De l'obra de Sirtori Telescopium sive ars perficiendi… n'hi ha una edició de 1618 a Frankfurt. Sirtori explica la seva trobada a Girona amb en Roget de Borgonya de Barcelona, un vell pesat que va insistir en examinar amb detall el telescopi de Sirtori. Després el vell li va demanar que l'acompanyés a casa seva, on li va mostrar el seu obrador d'òptica, abandonat i ple de pols. Allí es va presentar i li va explicar la història de la família i la seva relació amb l'òptica.
Sirtori afirma que en Roget havia descobert els secrets dels telescopis, la forma i dimensions de les lents i la manera de fabricar-les, amb els estris corresponents. Sirtori va anotar amb cura les proporcions de les lents d'en Roget i la manera de treballar-les. Quan va viatjar a Insbruck, l'any 1611, al palau del príncep Maurici de Nassau va poder examinar un telescopi del tipus de Galileu i, basant-se en les taules de Roget, va pretendre que podia fabricar telescopis de la mateixa qualitat o superior. Els millors científics del regne havien fracassat en trobar les relacions de lents adequades.
L'obra de Sirtori explica la manera de fer telescopis com els dels germans Roget. Sembla que una de les tècniques més importants en la talla de lents còncaves, ensenyada per en Roget, era la d'emprar una lent convexa de la curvatura desitjada com a eina per a obtenir la lent còncava amb la mateixa curvatura.
El seu testimoni està escrit en una obra de forma clara i precisa. Altres testimonis sobre diversos pioners del telescopi són molt menys precisos o verificables. Suposadament l'invent oficial del telescopi data de l'any 1608. Els telescopis de Roget, quan el 1611 ja havia abandonat la professió, degueren ser anteriors. A més hi ha l'aspecte teòric i de fabricació: «Ningú no va tallar mai lents més precises que les dels Roget», afirmà el mateix Sirtori.

### La tesi de Nick Pelling
Nick Pelling, informàtic, consultor i historiador afeccionat, va revolucionar els cercles dels estudiosos de l'origen del telescopi. La seva tesi, molt resumida, és la següent:
- Està documentada l'existència de telescopis a Catalunya abans de 1608.
- El 5 de setembre de 1608 hi va haver una subhasta a Barcelona dels béns de Jaume Galvany, amb una «ullera de llauna per mirar de lluny», entre d'altres. Un mercader anònim la va comprar i se la va endur a Frankfurt primer i després a Holanda.

- Hans Lipperhey, el 25 de setembre de 1608 va presentar un telescopi a Maurici de Nassau.
- En el mes d'octubre Hans Lipperhey, Jacob Metius i Zacharias Jansen presentaren sol·licituds de patent per a l'invent del telescopi.

Segons Pelling, l'inventor del telescopi seria Joan Roget, basant-se en estudis anteriors sobre Girolamo Sirtori (Sirturus) i la seva obra «Ars perficiendi sive telescopium».

#### Estudis previs a Pelling
- Girolamo Sirtori (Hieronymus Sirturius Mediolanensis):[24] «Telescopium sive Ars perficiendi novum illud Galiaei visorium instrumentum ad Sydera».[23][27]
- Felipe Picatoste. «Apuntes para una biblioteca científica española del siglo XVI».[28]
- Josep Maria Simón de Guilleuma
- José María López Piñero.[29][30]
- Pelling va trobar una web a Internet citant el telescopi de Joan Roget de Borgonya (1550), que li va picar la curiositat,(Pamtomaket-2004, la cita de Joan Roget més antiga salvada a wayback).[31]

### La tesi de Huib J. Zuidervaart

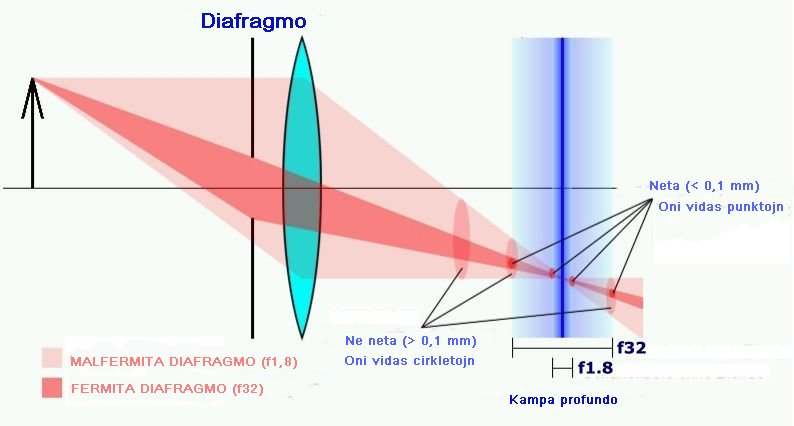
Esquema de funcionament d'un diafragma davant d'una lent.

Aquest investigador va recollir i interpretar la majoria de treballs dels investigadors anteriors sobre el tema del descobriment del telescopi terrestre.
En l'article de referència adjunt, parla de moltes de les persones relacionades amb telescopi: Lipperhey, Janssen, Metius, etc. Parla també de Sirtori i el seu llibre (però ignora les «ulleres de llarga vista» esmentades en testaments a Barcelona).
Segons un raonament prou interessant, associa l'invent del telescopi amb l'invent del diafragma òptic. Un instrument primitiu, amb objectiu deficient i moltes aberracions, podria millorar molt amb un simple diafragma. I parla del jove anònim que va presentar l'octubre de 1608 un telescopi “rude” i mal acabat als magistrats de Middelburg. Zuidervaart identifica aquest jove amb Lowys Lowyssen, ullerer i veí de Zacharia Jansen.

## Telescopi simple
De forma semblant a la del microscopi simple, el tipus més senzill de telescopi és el telescopi simple. N'hi ha de dues menes: el telescopi d'una sola lent i el telescopi d'un sol mirall. Hi ha huns possibles antecedents històrix
Ja fos producte de la seva imaginació, o a partir d'una font oral o escrita no identificada, Roger Bacon escrigué sobre uns suposats telescopis emprats per Juli Cèsar per a observar la Gran Bretanya des de la Gàl·lia, a l'altre costat del mar.
Altres autors varen interpretar que es podria tractar de telescopis d'un sol mirall.Richard Forster en una carta a Giovanni Antonio Magini, tramesa des de Londres el 1606, esmentava un mirall:
| «                                                        | Nostras Rogerus Bacon in sua perspectiva, meminit cuiusdam speculi quod Iulius Caesar in littore Gallicano posuit, ut decerneret conatum et apparatum in Anglia militum, antequara in Angliam devincendam commearet. | » |
| — “Carteggio inedito”. De Antonio Favaro. Bologna, 1886. | |   |

El 1468, Antoni Paluzie i Borrell va escriure en un article publicat per Frederic Armenter al Boletín de la Sociedad astronómica de Barcelona que: «El guaites de la badia d'Alcúdia observaren «tres naus en la via de Barcelona», amb l'ajuda de «vidres».

### Telescopi d'una sola lent
Tal com ho indica el seu nom, una sola lent pot constituir un telescopi òptic astronòmic. En paraules de David Brewster :
| «                                               | ...Aquí tenim el principi del més simple dels telescopis, que consisteix en una lent de distància focal de més de 6 polzades muntada en un tub de longitud d'una llargària que ultrapassi 6 polzades o més la distància focal de la lent. Quan hom observa (amb aquest muntatge) posant l'ull a l'extrem del tub contrari a la lent, el que hom veu és una imatge invertida i ampliada dels objectes distants. Si la lent té una distància focal de 10 o 14 peus, els augments seran de 20 o 24, permetent veure els satèl·lits de Júpiter amb facilitat. Per a una persona molt curta de vista que pugui veure-hi bé a una distància de tres polzades, els augments seran de 40 o 48. | » |
| — Treatise on Optics. Sir David Brewster. 1838. | |   |

El Major Baden-Powell va patentar un sistema de llarga vista basat en el sistema d'una sola lent: Unilens de Baden-Powell.

### Telescopi d'un sol mirall
De manera semblant al telescopi d'una sola lent, és possible definir el telescopi d'un sol mirall. Traduint (de manera aproximada) les paraules de Sir David Brewster: «…Un simple mirall còncau és, seguint el principi anterior, un telescopi reflector. No té cap importància que la imatge sigui produïda per refracció o reflexió. Hi ha però un problema: no es pot mirar la imatge sense interceptar el camí dels raigs de llum de l'objecte. Però, si el mirall és prou gran o l'observador se situa obliquament al mirall (permetent que arribi prou llum des de l'objecte) es podrà usar aquest tipus de telescopi. El Dr. Herschel, emprant el seu gran mirall de 4 peus de diàmetre i 40 peus de distància focal de la manera descrita, va descobrir un dels satèl·lits de Saturn».
- Cesare Cantù, en una referència al telescopi del far d’Alexandria,[43] esmenta la possibilitat d’un telescopi d’un sol mirall a Ragusa.[44]

#### Aplicacions modernes
L'antic observatori «United States Air Force Avionics Laboratory Observatory» (actualment integrat en un altre organisme), va usar un telescopi reflector simple basat en un mirall de 25 polzades (635 mm) i una càmera de TV.

## Telescopi compost

Esquema de funcionament d'un telescopi terrestre. G representa l'objecte observat. B' la imatge que forma l'objectiu (més petita i invertida). B la imatge que veu l'ull, més gran i directa que l'original (no invertida respecte de l'original).

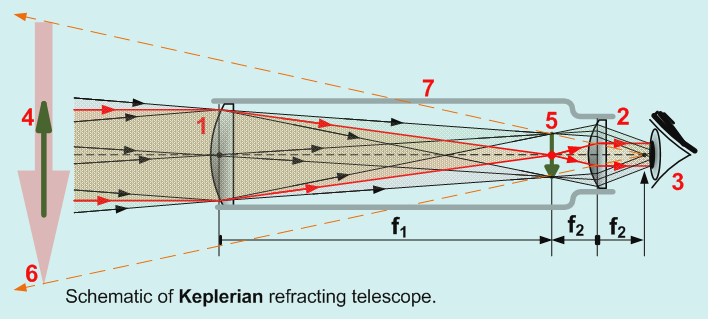
Telescopi de Kepler, format per dues lents convergents. La fletxa 4 (verda) representa l'objecte real observat. La fletxa 5 (verda) és la imatge focal que proporciona l'objectiu, més petita i invertida que l'original. L'ocular actua com una lupa i amplia aquesta imatge 5 fins a la imatge 6 (rosada), més gran i invertida.

Un telescopi compost consta de més d'un element.
- Els telescopis refractors més senzills estan formats per un objectiu (que és una lent convergent) i un ocular. Hi ha dos models bàsics:
  - Telescopi terrestre. Dona imatges directes i virtuals.
  - Telescopi de Kepler. Dona imatges invertides i reals.

- Els telescopis reflectors més senzills consten d'un objectiu (que és un mirall còncau, esfèric o parabòlic), un mirall (o prisma) secundari i un ocular. N'hi ha tres tipus principals:
  - Telescopi newtonià
  - Telescopi gregorià
  - Telescopi de Cassegrain

- Els telescopis catadiòptrics estan formats per una placa correctora (de vidre transparent), un mirall principal, un mirall secundari i un objectiu. Hi ha dos models principals:
  - Catadiòptric Schmidt-Cassegrain
  - Catadiòptric Maksutov

## Generalitats

### Augment angular
L'augment angular d'un telescopi es calcula a partir de les distàncies focals de l'objectiu i l'ocular:
{\displaystyle M={f_{o} \over f_{e}}}
on {\displaystyle f_{o}} és la distància focal de l'objectiu i {\displaystyle f_{e}} és la distància focal de l'ocular.
- Els telescopis astronòmics per a afeccionats disposen de diversos oculars desmuntables. Per exemple, un telescopi amb un objectiu de 1200 mm de distància focal amb oculars de 60mm, 30mm i 20 mm proporcionarà 20 augments (20x), 30 augments (40x) o 60 augments (60x), respectivament.

## Aplicacions
Els telescopis òptics s'usen en activitats molt diferents.

### Científiques i tècniques
- Astronomia.
- Topografia.
- Navegació marítima.
  - Sextant.
  - Binocles.
  - Compàs de marcació.
- Topografia. Teodolit. Taquímetre.

### Usos militars
- Binocles.
- Periscopis
- Telèmetres
- Mires telescòpiques
- Franctiradors (individuals o en parella; amb només mira telescòpica o amb mira i telescopi de control auxiliar)

### Activitats civils
- Els instruments d'observació general, formats per binocles o telescopis monoculars de dimensions reduïdes, tenen una àmplia difusió.
- Els telescopis de dimensions una mica més grans, que cal usar amb trípode o alguna mena de suport són molt útils en les competicions de tir al blanc (amb armes de foc, arcs o ballestes) per a controlar la precisió del tir.